# بيل تايلور (لاعب كرة قدم بريطاني)
بيل تايلور (بالإنجليزية: Bill Taylor)‏ هو لاعب كرة قدم بريطاني (وحمل سابقاً جنسية المملكة المتحدة لبريطانيا العظمى وأيرلندا) في مركز نصف الجناح، ولد في 1886 في المملكة المتحدة، وتوفي بنفس المكان في 1966. لعب مع أولدهام أثلتيك ونادي بيرنلي ونوتس كاونتي وShirebrook Town F.C. ‏ وNewark Town F.C. ‏.